# Ordine maronita Mariamita
L'Ordine maronita Mariamita (in latino Ordo maronita Beatae Mariae Virginis; in arabo Ar-Rouhbanyat Al-Marounyat Liltoubawyat Mariam Al-Azra) è un istituto religioso maschile di diritto pontificio del rito maronita: i monaci dell'ordine, detti anche aleppini, pospongono al loro nome la sigla O.M.M.

## Storia
L'ordine promana da quello fondato, con l'intento di riformare il monachesimo maronita tradizionale, da tre giovani di Aleppo (il diacono Gabriel Hawā e i laici 'Abdallah Qaraali e Youssef al-Betn) che il 10 novembre 1695, a Quannubin, furono rivestiti dell'abito religioso dal patriarca di Antiochia dei Maroniti, Stefano Douayhy.
Nonostante le difficoltà di conciliare la tradizione monastica maronita con i modelli latini, i contrasti tra l'ordine e il patriarcato sulla giurisdizione dei monasteri e il disaccordo tra i monaci stessi sul ruolo del superiore generale e sul carattere attivo o contemplativo della vita religiosa, si giunse a una versione condivisa delle costituzioni, approvate da papa Clemente XII con il breve Apostolatus Officium del 31 marzo 1732.
L'ordine si diffuse rapidamente e nel 1739 contava già 210 religiosi e 10 monasteri, di cui uno sull'isola di Cipro, ma all'interno dell'istituto maturarono presto due fazioni con tendenze divergenti: la prima era quella dei religiosi "aleppini", di estrazione urbana e più colti, dai quali provenivano quasi tutti i superiori; la seconda era composta dai religiosi "baladiti", provenienti dalle zone rurali del Libano e di estrazione contadina. Le tensioni tra i due gruppi portarono alla divisione dell'ordine in due istituti autonomi, sanzionata da papa Clemente XIV con il breve Ex injuncto del 19 luglio 1770.
Gli aleppini accentuarono il carattere apostolico della comunità fondando missioni in Egitto (1820), in Sudan (1802) e poi in Siria, Argentina e Canada.
Dopo la pubblicazione del motu proprio Postquam Apostolicis Litteris di papa Pio XII del 9 febbraio 1952, il 16 dicembre 1955 l'ordine fu dichiarato non monastico.
Nel capitolo generale del 1969 gli aleppini aggiunsero al titolo del loro istituto il riferimento a Maria (ordine maronita Mariamita, ovvero della Beata Vergine Maria) e ammisero all'ordine anche i religiosi di altri riti.

## Attività e diffusione
I monaci maroniti mariamiti si dedicano all'apostolato missionario e all'insegnamento in scuole e seminari.
Oltre che in Libano, l'ordine conta case anche in Italia, Egitto, Argentina e Uruguay. Il superiore generale dell'ordine risiede presso il convento Notre Dame de Louaizé a Zouk Mosbeh, in Libano.
Alla fine del 2015 l'ordine contava 24 case e 130 religiosi, di cui 95 sacerdoti.